# 마다가스카르삼지창박쥐
마다가스카르삼지창박쥐(Triaenops menamena)는 잎코박쥐과에 속하는 박쥐의 일종이다.마다가스카르섬의 건조 지역에서 주로 발견된다. 이전에는 페르시아삼지창박쥐의 아종으로 간주했다. 2009년 이름이 부정확하게 적용된 사실이 발견되기 전까지 학명 Triaenops rufus로 알려져 있었다. Triaenops rufus는 마다가스카르삼지창박쥐의 근연종으로 중동에서 발견되는 붉은삼지창박쥐(Triaenops persicus)의 이명 중 하나이다. 이전에 일부 저자들은 마다가스카르섬의 종들을 붉은삼지창박쥐의 아종으로 간주했다. 마다가스카르삼지창박쥐는 주로 숲에서 발견되지만, 다른 서식지에서 발견되기도 한다. 아주 큰 무리를 짓고 둥지 생활을 하며, 나비와 나방과 같은 곤충을 먹는다.

## 특징
| 암수 구분                                        | n  | 전체 길이 | 꼬리  | 뒷발 | 귀 길이 | 앞팔  | 몸무게   |
| ------------------------------------------------ | -- | --------- | ----- | ---- | ------- | ----- | -------- |
| 수컷                                             | 28 | 90–104    | 27–38 | 6–9  | 14–17   | 50–56 | 8.2–15.5 |
| 암컷                                             | 67 | 86–98     | 28–39 | 6–9  | 12–17   | 46–53 | 6.6–11.5 |
| 값은 최소-최대 범위. 단위는 길이: mm, 몸무게: g. |    |           |       |      |         |       |          |

마다가스카르삼지창박쥐는 중간 크기의 박쥐로 불그스레한 갈색부터 회색까지 다양한 색을 띤다. 그랑디디에삼지창박쥐(Paratriaenops auritus)와 P. furculus보다 크고 진한 색을 보인다. 현존하는 삼중잎코박쥐속(Triaenops)에 속하는 종 중에서, 마다가스카르삼지창박쥐는 붉은삼지창박쥐(T. persicus)와 아프리카삼지창박쥐(T. afer)보다 작지만 작은삼지창박쥐(T. parvus)보다는 약간 크다. 3개의 아랫턱을 가진 것으로 알려진 멸종된 굿맨삼지창박쥐(Triaenops goodmani) 또한 더 크다. 복잡한 모양의 비엽(잎코, noseleaf)을 가진(코와 입 주위에 살이 모인 구조)을 가진, 마다가스카르삼지창잎코박쥐는 삼중잎코박쥐속(Triaenops)과 파라트리아이놉스속(Paratriaenops)의 특징인 삼지창(후엽에 창 모양으로 돌출된 형태) 구조를 갖고 있다. 마다가스카르삼지창박쥐는 3개의 창 모양 돌출부 중에서 가운데보다 양쪽의 창이 더 짧고 휘어져 있으며, 파라트리아이놉스속은 3개 모두 비슷하다.